# أرماندو روميرو (لاعب كرة قدم)
أرماندو روميرو (بالإسبانية: Armando Romero Manríquez)‏ هو لاعب كرة قدم مكسيكي في مركز الوسط، ولد في 27 أكتوبر 1960 في مدينة مكسيكو في المكسيك، وتوفي في 24 ديسمبر 2020 بسبب مرض فيروس كورونا 2019. شارك مع منتخب المكسيك لكرة القدم. أما مع النوادي، فقد لعب مع تيبورونيس روخوس دي فيراكروز وزاكاتيبيك وكروز آزول ونادي ديبورتيفو تولوكا.

## وصلات خارجية
- أرماندو روميرو (لاعب كرة قدم) على موقع الاتحاد الدولي (مؤرشف)  (الإنجليزية)
- أرماندو روميرو (لاعب كرة قدم) على موقع قاعدة بيانات كرة القدم.إي يو (الإنجليزية)
- أرماندو روميرو (لاعب كرة قدم) على موقع ناشيونال فوتبول تيمز (الإنجليزية)
- أرماندو روميرو (لاعب كرة قدم) على موقع عالم كرة القدم.نت (الإنجليزية)